# Mohammad Reza

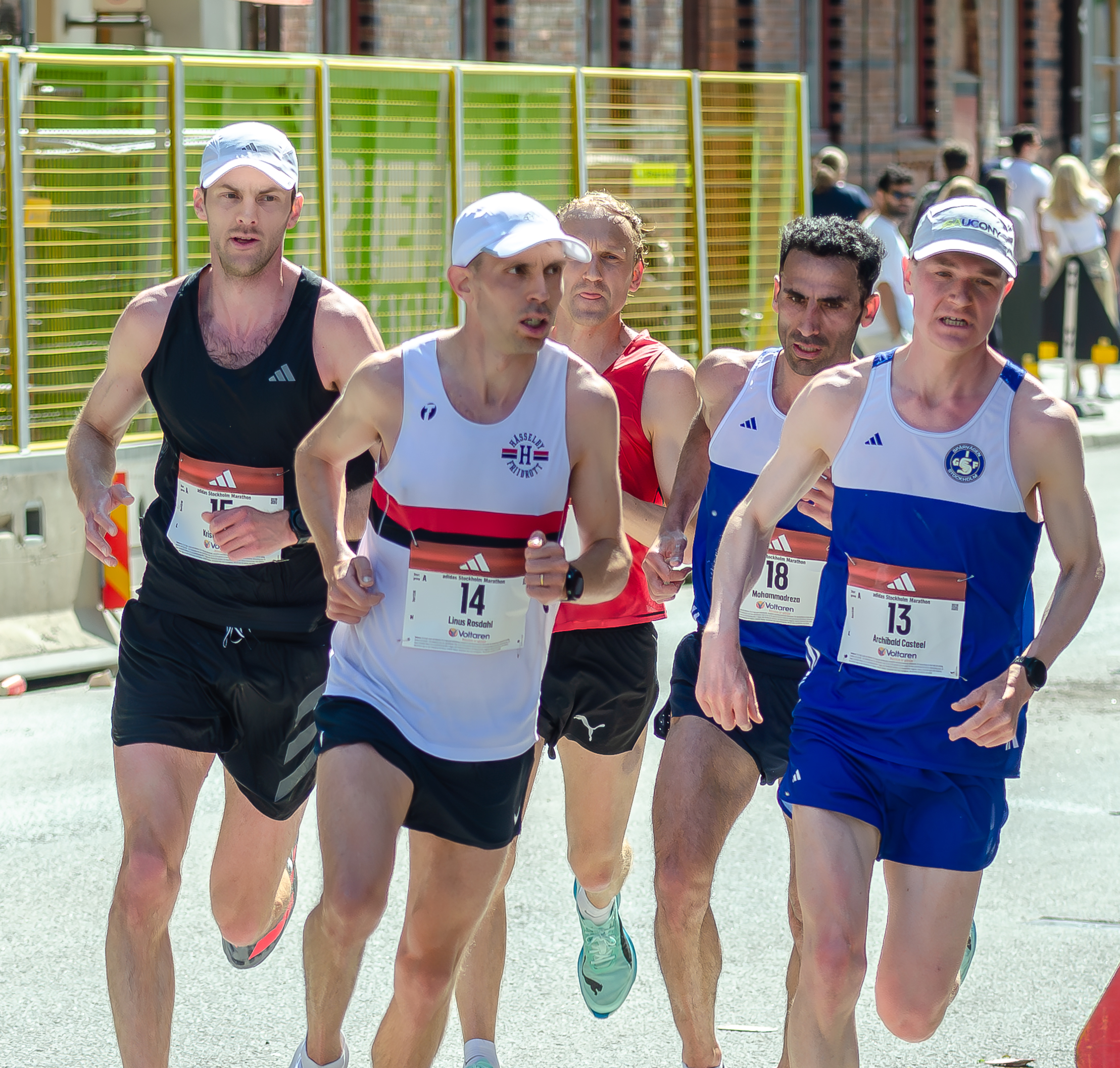
Mohammad Reza (18) under Stockholm Marathon 2025.

Mohammad Reza Abootorabi, född 31 augusti 1989, är en svensk-iransk friidrottare (långdistans- och terränglöpning). Han tävlar sedan 2022 inom Sverige för klubben Keep Up RC och tidigare för Spårvägens FK.

## Personliga rekord
| Utomhus - 1 500 meter – 3.47,39 (Huddinge, Sverige 11 juli 2020) - 3 000 meter – 7.59,74 (Karlstad, Sverige 22 juni 2021) - 5 000 meter – 13.30,05 (Heusden-Zolder, Belgien 2 juli 2022) - 10 000 meter – 28.43,41 (Stockholm, Sverige 2 september 2023) - 10 km landsväg – 28.35 (Valencia, Spanien 1 december 2019) - Halvmaraton – 1:02.40 (Dresden, Tyskland 8 november 2020) - Maraton – 2:17.36 (Sevilla, Spanien 20 februari 2022) | Inomhus - 1 500 meter – 3.53,30 (Huddinge, Sverige 26 januari 2020) - 3 000 meter – 7.51,90 (Sollentuna, Sverige 29 januari 2022) - 5 000 meter – 13.38,88 (Sollentuna, Sverige 12 mars 2022) |